# Influence de la langue française dans la littérature médiévale italienne
L'influence de la langue française dans la littérature médiévale italienne a commencé à se faire sentir à la fin du XIIe siècle et c'est au XIIIe siècle, qu'elle atteint son apogée. On peut alors constater, en parcourant la liste des auteurs appréciés au Moyen Âge italien, son apport significatif à certaines de leurs œuvres. Ainsi, Brunetto Latini rédige Li Livres dou Trésor en langue d'oïl avant d'en faire une version abrégée en toscan. C'est également en langue d'oïl que Martino da Canale (it) rédige sa Cronique des Viniciens et que Marco Polo dicte le récit de ses voyages dans la prison de Gênes. Cette influence va décliner à partir du XIVe siècle lorsque des écrivains comme Dante, Pétrarque et Boccace commencent à écrire leurs œuvres en italien. Le toscan devient alors une langue littéraire concurrente du français.

## Historique
Dans l’Europe occidentale, toutes les langues, qui se sont diffusées en dehors de leurs confins ont dû lutter contre d'autres idiomes dont la force de résistance a été variable, et d’abord contre le latin. On parle d’une époque où, partout en France, la littérature en langue vulgaire était en pleine expansion, en parallèle d'un latin qui demeurait la langue de l’Église et de la science, de même que des autorités politiques et des administrations. Toutes les personnes qui savaient lire et écrire avaient évidemment une certaine connaissance du latin, vu qu’on apprenait à lire dans des livres latins. La France, parmi les pays romans, était celui où la langue vulgaire a réussi le plus tôt à se faire une place à côté du latin. En ce qui concerne le progrès du français sur le territoire gaulois, il faut faire une distinction entre les diverses zones. À Paris et à Orléans, ce progrès dans le domaine littéraire fut plutôt lent, en effet il commence à acquérir une certaine supériorité dès la fin du XIIe siècle. En Normandie, en Picardie, en Lorraine, en Bourgogne, il y avait des foyers littéraires assez intensifs qui maintenaient l’usage des idiomes locaux, et donc il faut attendre le milieu du XIIIe siècle pour constater la suprématie du français. Dans le midi, où depuis le XIe siècle la poésie vulgaire vivait une période éclatante, l’affirmation du français comme idiome littéraire et administratif, fut plus tardive.
En Italie, l’opposition de ceux qui parlaient le latin à l’emploi du roman comme langue écrite a été plus forte. Au XIIe siècle, au moment où le français commence à s’introduire dans les pays subalpins, c'est-à-dire la Lombardie et le Piémont, il n’y avait nulle part de littérature vulgaire dans la péninsule, ce qui fait que la propagation des idiomes de France était favorisée. Le français et le provençal, importés par les jongleurs eurent des sorts différents : le provençal s’éteint à la fin du XIIIe siècle, sa brillante poésie se développa sous forme italienne, le français résista mieux, il fut détrôné à la fin du XIVe siècle. 

## Influence du français en Italie au Moyen Âge

### Conditions de propagation d’une langue
Il faut distinguer les conditions à la suite desquelles une langue  peut se propager en dépit d’autres. On peut diviser ces conditions en trois catégories:
- Transport de population. L’afflux des émigrants à la suite d'événements comme les invasions et les conquêtes de terres, peut évidemment contribuer à l’implantation d’une langue étrangère. C’est le cas du français en Grande-Bretagne à partir de 1066 qui est devenu la langue de la littérature, des nobles et des bourgeois. Ce sont encore des émigrations qui ont transporté en particulier au Moyen Âge, un dialecte allemand en certaines parties du nord de l’Italie, le grec vulgaire dans le sud de l’Italie et en Sicile;
- Propagation par voie littéraire ou administrative. L’usage littéraire précède normalement l’usage administratif. Par exemple le toscan au niveau littéraire s’est répandu en Italie dès le XIVe siècle, par contre il n'a été employé que plus tard dans les actes publics et privés;
- Propagation par l’usage oral. Ce dernier mode de propagation est certainement plus tardif et il est considéré seulement pour les idiomes qui ont fait, au niveau littéraire et administratif, des progrès considérables.

### La culture française et le français en Italie
Déjà au XIe siècle lorsque les Normands s’étaient établis en Sicile, une certaine connaissance de la poésie française fut introduite, même s’il ne s’agit que d’une influence passagère, dont aujourd’hui on n’a plus de traces. 
Un rôle fondamental doit être attribué à l'influence des pèlerins, qui se rendaient en Italie depuis la France. Très souvent ils étaient accompagnés par des jongleurs grâce auxquels les héros carolingiens et arthuriens devinrent populaire dès la première moitié du XIIe siècle. Une trace de la culture française est repérable dans le portail septentrional de la cathédrale de Modène, où se voient, en bas reliefs, des personnages de l'épopée bretonne : Artus de Bretania, Durmart, Mardoc, Galivarium. Et encore au XIIe siècle on peut rappeler les statues de Roland et d'Olivier à la cathédrale de Vérone. Les recherches de M. Rajnaont montré que les noms empruntés aux romans bretons étaient fréquents en Italie, ainsi que diverses localités ont reçu des noms rappelant des souvenirs de l'épopée française. Mais la présence de ces éléments issus d'une culture en langue française ne prouve pas que la langue française était comprise par le peuple, sinon par les cantastorie [jongleurs] italiens qui avaient une connaissance du français.
Il faut attendre le XIIIe siècle pour que la langue française soit réellement présente sur le territoire italien. En premier lieu, ce sera la poésie provençale qui se répandra dans l'Italie septentrionale, où elle sera même plus brillante que dans son pays d'origine. Le développement de la littérature française en Italie est parallèle à celui de la littérature provençale, même si celui de la littérature française paraît commencer un peu plus tard. Alors que le provençal était limité à la poésie lyrique, aux chansons, aux ballades, la langue française s'impose au travers de genres littéraires beaucoup plus variés : chansons de geste, romans d'aventure, légendes de saints et écrits en prose. Ce genre de littérature était évidemment plus accessible au public populaire par son esthétique donnée par la composition en laisses qui se plaisaient aux répétitions et aux échos, ce qui fait que la propagation était favorisée. Les témoignages les plus évidents de cette diffusion résident dans le grand nombre de manuscrits français copiés en Italie pour le public italien. Ce phénomène est sans doute explicable par l'absence à l'écrit d'un idiome local, ce qui laisse plus de latitude à un idiome étranger pour s'imposer comme langue littéraire. Il faut d'abord délimiter géographiquement les espaces dans lesquels l'idiome étranger a eu le moins de difficultés à s'installer et qui sont la Lombardie, la Vénétie, l'Émilie et le Piémont qui est de toutes les régions italiennes celle où le français s'est implanté le plus durablement et où le toscan s'est introduit le plus tardivement. En effet la graphie du Piémont au Moyen Âge se rapproche beaucoup plus de l'écriture française que de l'écriture lombarde, vénitienne ou bolonaise.
Parmi les livres français qui ont été écrits par des copistes italiens, on peut citer dans la catégorie des chansons de geste du cycle de Charlemagne le Roland le plus ancien et le plus célèbre de nos poèmes épiques, trois copies nous sont parvenues, et l'Aspremont dont cinq des seize manuscrits conservés de ce poème ont été faits en Italie. En ce qui concerne le cycle arthurien, les poèmes ont sûrement été très lus et aussi copiés en Italie. Il nous est parvenu un Perceval de Chrétien de Troyes et un fragment du Cligès du même auteur. Dans le cadre des compositions relatives à l'antiquité, il reste six copies du Roman de Troies et trois copies du Roman d'Alexandre.
Alors qu'au XIIIe siècle, plusieurs traces nous sont parvenus et on peut affirmer que le français était très répandu en Italie, au XIVe siècle, cette expansion commence à s'affaiblir, en effet à travers Dante, Pétrarque et Boccace le toscan devient une langue littéraire concurrente du français. Il faut rappeler que la Divine Comédie de Dante Alighieri a été composée entre 1307 et 1321 et elle est considérée comme le premier grand texte en italien.
Les témoignages des manuscrits cités plus haut, se rapportent aux œuvres françaises transcrites par des copistes italiens, mais quand a-t-on commencé à composer en français ? On ne peut pas le dire avec exactitude parce que les dates manquent, mais on peut essayer de rassembler les auteurs italiens qui ont adopté la langue française de leur temps et dont les œuvres ont eu un écho significatif.

## Les auteurs italiens et le français

### Philippe de Novare, Brunetto Latini, Martino da Canale, Rusticien de Pise, Nicolas de Vérone
Parmi les Lombards qui firent usage de la langue française, on peut citer un premier écrivain qui fut bon diplomate ainsi qu'un habile historien et moraliste : Philippe de Novare. Il a été longtemps considéré comme français à cause d'une erreur d'un copiste qui avait écrit son nom « Philippe de Navarre », et ce ne fut que tardivement que sa vraie nationalité fut mise en lumière. Il naquit vers 1195, probablement à Novare comme l'indique son nom. Il est envisageable qu'il ait appartenu à une famille noble. On sait qu'il s'est rendu en Orient, mais on ne sait ni pourquoi ni quand.
Les œuvres qu'il a composées touchent à des domaines différents : la morale, l'histoire et le droit. Il a aussi composé des œuvres plus littéraires : des chansons et un poème satirique inspiré du Roman de Renart. La liste de ses œuvres nous a été transmise dans l'épilogue de son traité Des quatre tenz d'aage d'ome. Le premier élément de cette liste sont les Memoires qui contenaient le récit de ses origines, Fragment d'une autobiographie ainsi que la description de la guerre entre Frédéric II et Jean d'Ibelin, Guerre des Ibelins contre les impériaux en terre sainte et en Chypre. La deuxième œuvre présente dans la liste est un traité de droit féodal divisé en 86 chapitres, connu sous le titre de Le livre de forme de plait. Le texte est une sorte de manuel destiné aux hommes de loi qui exerçaient leur fonction devant une juridiction spéciale. Chaque chapitre traite d'un domaine particulier en essayant d’éclaircir les points de droit féodal qui étaient sources de doutes et discussions. Dans sa vieillesse il composa le traité déjà cité : Des quatre tenz d'aage d'ome, partagé en Anfance, Jovens, Moien aage et Viellesce. 
En ce qui concerne le choix de l'auteur d'écrire en français, on ne peut pas définir avec certitude les raisons qui ont poussé l'auteur à le faire. Cependant on peut supposer que du fait que le français constituait dès le XIIe siècle la langue commune de la noblesse de l'Orient, l'intégration sociale dans cette classe ne pouvait pas avoir lieu sans l'assimilation culturelle qui impliquait d'abord la connaissance de la langue. Le cas de Philippe de Novare de ce point de vue, est donc assez significatif.
Brunetto Latini naquit vers 1220 à Florence. En 1254 il commença une carrière notariale, et est ensuite nommé maire de Montevarchi en 1260, chargé de renseigner cette commune sur certains devoirs envers Florence. Ensuite il part pour l'Espagne, mais ce voyage est mal documenté. Dans le Tesoretto, Latini dit : « E andai in Ispagnia, E feci l'ambasciata ; ... e poi represi mio ritorno [Et j'allai en Espagne, et je fis l'ambassade ; ... et ensuite je repris le voyage de retour] ». Ses œuvres ne trahissent aucune influence de son voyage en Espagne, ni même aucune connaissance de ce pays. Le 15 septembre 1263 Latini se trouve à Arras et le 26 suivant il est à Paris. Latini affirme qu'il est venu en France : 
« (...) per procurare le sue vicende, et là trovò uno suo amico della sua cittàde e della sua parte, molto ricco d'avere, ben costumato e pieno de grande senno, che lli fece molto onore e grande utilitade..., et era parlatore molto buono ; ... e per lo suo amico... si mise a ffare questa opera. »
Grâce à ce protecteur concitoyen il publie en France ses trois ouvrages : le Trésor, le Tesoretto, et la Rettorica. En 1266 il est de retour à Florence. De sa vie privée on sait qu'il avait deux disciples fidèles, Guido Cavalcanti et Dante ; sur sa personnalité on sait très peu, on peut le définir un homme mondain, lui-même se qualifie un poco mondanetto [un peu mondain]. 
Les trois ouvrages cités plus haut, ont été composés en grande partie pendant l'exil français et dédiés à son protecteur, exilé comme lui. Le Trésor est mieux documenté que le Tesoretto, et celui-ci est un composé sommaire de différentes branches de la philosophie. La Rettorica est de niveau plus haut par ses idées et son organisation et il nous semble être antérieur au Trésor, puisque nous y trouvons le plan des matières qui seront abordées dans le Trésor.
Dans le Trésor ou Livres dou tresor l'auteur même explique le choix de la langue française : 
« (...) et se aucuns demandoit pour quoi cis livres est escris en roumanç selonc le raison de France, puis ke nous somes italien, je diroie que c'est pour .ii. raisons, l'une ke nous somes en France, l'autre por çou que la parleure est plus delitable et plus commune a tous langages. »
Évidemment la reconnaissance du français en tant que langue internationale est partagée par tout le monde, et Brunetto Latini ne peut donc s'y soustraire. En outre, l'auteur confirme le fait que la composition de l'œuvre remonte à la période de son séjour en France. Le Trésor est exactement une encyclopédie, et ne contient aucun élément d'imagination, aucune prétention artistique, il a évité l'élément personnel puisqu'il a préféré des ouvrages suivis, connus, et son œuvre contient des chapitres, des paragraphes tirés de la littérature latine de son époque. Cette encyclopédie est constituée de trois livres, dont le premier est composé de 200 paragraphes, le deuxième de 132 et le troisième de 105. Les matières traitées sont nombreuses, on peut noter dans le premier livre l'histoire, l'histoire naturelle, dans le deuxième l'éthique et la morale et dans le troisième la rhétorique et la politique. Par contre on peut observer que les matières de prestige comme l'arithmétique, la musique et la géométrie sont absentes, on peut supposer qu'elles ne répondent pas au plaisir de l'écrivain.
Martino da Canale a une importance considérable pour ce sujet, mais on ne dispose pas d'informations biographiques qui pourraient nous aider à reconstruire son parcours dans l'histoire de la littérature italienne ou sa position dans la création littéraire française. On peut supposer qu'il était vénitien et c'est à Venise qu'il a écrit sa Chronique des Vénetiens, vers 1275. Cette œuvre est une histoire de Venise pour ses compatriotes mais rédigée en français, qui concerne les documents officiels de l'époque et les chroniques citoyennes. Il répète la parole de son contemporain Brunetto Latini : « por ce que la lengue franceise cort parmi le mond et est (la) plus delitable a lire et a oïr que nule autre ». Cette citation renforce donc l'idée de l'importance de la langue française dans le monde. Sa langue est considérée comme pure, et on peut également affirmer que Martin fut, parmi les Italiens qui ont écrit en français, l'un de ceux dont la langue est la plus correcte. Il a écrit en prose, mais aussi en vers : sa prière à Saint Marc, patron de Venise, est un bon exemple de la qualité de son écriture, et les fautes peuvent être attribuées à l'inattention du copiste qui nous a transmis l'unique copie de la Chronique des Vénetiens. 
Marco Polo, qui était lui aussi vénitien, a aussi rédigé dans cette même langue sa description de l'Asie et de l'empire sino-mongol de Kubilai Khan, avec Rusticien de Pise en 1298 durant leur enfermement dans la prison de Gênes. On sait peu de choses de Rusticien, sinon qu'il avait déjà rédigé en 1271 en français une compilation des récits des Chevaliers de la Table Ronde. Le Livre de Marco Polo est ainsi rédigé en français dit d'oïl parsemé d'italianismes, rapidement traduit dans plusieurs dialectes italiens et en latin.
Nicolas de Vérone appartient vraisemblablement au milieu du XIVe siècle. Véritable poète de cour, il s'illustre comme le premier auteur franco-italien qui montre une pleine conscience de sa production littéraire et qui tienne à nous transmettre son nom. Il fut assurément un intellectuel, un homme cultivé qui connaissait plusieurs langues et qui se vante d'écrire dans le meilleur français : 
Qar çe ne say nuls hom en Paris ne en valois 

Qe non die qe ces vers sont feit par buen françois,

Fors qe faus escritors ne li facet sordois.

Il a composé un poème sur la passion du Christ dans lequel il fait allusion à des ouvrages antérieurs qu'il a composés en français : « Seignour, je vous ai ja, pour vers e pour sentance, Contié maintes istoires en la lingue de France », raison pour laquelle il est considéré la dernière de ses œuvres. Ce poème s'inscrit dans la tradition littéraire issue des récits évangéliques, et évoque les derniers jours de la vie du Christ. Attribué à cet auteur est aussi la Continuation de l'Entrée de Spagne ou Prise de Pampeluse, qui s'inscrit dans la tradition de l'épopée française et raconte certains épisodes de la libération du chemin de Saint Jacques de Compostelle par Charlemagne et les siens. Mais le poème le plus célèbre de Nicolas de Vérone est sans doute la Pharsale où il nous a donné des détails circonstanciés sur lui-même. La Pharsale est une adaptation des Fet des Romains, mais à l'inverse des autres adaptations de cette chronique dans toute la tradition littéraire qui sont rédigées en prose, Nicolas de Vérone a écrit son adaptation en vers. Cette œuvre narre la bataille de Pharsale et le meurtre de Pompeo. La Pharsale a été signalée à l'attention des chercheurs pour les références du poète à lui-même, il se nomme comme destinataire de sa production et il signale l'année de composition, 1343 :
Ce que çe vous cont dou feit des Romanois

Nicholais le rima dou païs veronois

por amor son seignor, de Ferare marchois ;

e cil fu Nicholais, la flor des Estenois,

corant mil e troi cent e quarante trois.

La langue dans laquelle l'auteur s'exprime est le franco-italien qui témoigne de l'enthousiasme européen pour la littérature épique française. Il faut rappeler qu'au XIVe siècle le français est une langue de prestige, très répandue en Europe et certains auteurs italiens se l'approprient pour l'utiliser dans de larges domaines de la culture médiévale. Mais à la fin du Moyen Âge dans l'Italie septentrionale, le français est la langue de la littérature et de culture et l'italien la langue de la communication. C'est dans ce contexte que naît le franco-italien, langage purement littéraire, qui était utilisé comme outil de diffusion de la culture française pour un public soit noble soit populaire. Le franco-italien apparaît lié au modèle épique, donc il nous semble tout à fait normal que la Prise de Pampelune soit écrite en franco-vénitien, et il est compréhensible que la Pharsale utilise le même langage puisque le poète s'inspire de Fet des Romains, chronique française à laquelle l'auteur veut assurer sioune large diffusion en Italie. En ce qui concerne le choix de langue pour la Passion, œuvre de caractère religieux, il l'a fait de manière systématique et il a donc mis sur le même plan la matière épique de la Prise de Pampelune, la matière historique de la Pharsale et celle religieuse de la Passion.

### Christine de Pisan: l'intellectuelle française d'origine italienne
Christine de Pisan, femme de lettres française d'origine italienne, est considérée comme la première à avoir vécu de sa plume.
La raison pour laquelle elle est traitée en marge des autres auteurs italiens, réside dans son décalage temporel et dans le fait qu'elle a toujours baigné dans un univers francophone depuis son plus jeune âge. 
Christine de Pisan naît en 1363 à Venise en Italie de parents bolonais. Son père Thomas de Pisan, médecin, astronome et astrologue, professeur à l'université de Bologne, attire l'attention du roi Charles V de France, lequel l'invite à sa cour et lui demande de vivre à son service en tant que conseiller. C'est donc vers l'âge de quatre ans que Christine commence sa vie à Paris. Grâce aux revenus de son père, Christine pouvait conduire une vie de haut rang que lui permettait les amusements, le luxe, mais aussi l'accès au savoir, à la culture et aux livres. En ce qui concerne son éducation, on suppose qu'elle a été éduquée au sein de la famille, parce qu’à cette époque-là, il n'y avait à Paris aucun établissement d'enseignement pour les filles. 
À l'âge de seize ans, par le choix de son père elle épouse le jeune Étienne Castel et elle vit dix années de bonheur conjugal qui se terminent par la mort de son mari. Elle reste sans fortune, sans appui, engagée dans de nombreux procès, ayant à sa charge non seulement ses trois enfants mais aussi sa mère et ses frères depuis la mort de son père. À la suite de ces événements, elle décide d'assumer un métier d'homme et de se consacrer à l'écriture plutôt que d'entrer au couvent ou de se remarier. La période de 1390-1399 fut le temps de l'apprentissage de son métier d'écrivaine, celui où elle a acquis la culture littéraire.
Le premier moyen de se faire remarquer positivement par les princes mécènes fut en tant que poétesse. Ses œuvres poétiques étaient appréciées surtout autour de Marguerite d'Écosse[Laquelle ?] et du petit cercle des dames d'honneur. C'est ensuite au travers d'œuvres de commande pour des princes qu'elle arrive à s'imposer comme femme de lettres dans le milieu littéraire français. 
Dans la première décennie du XVe siècle elle déploie une activité d'écriture étonnante par la quantité et diversité des œuvres qu'elle réalise : 
- 1403 : Le livre du chemin de long estude, Le livre de la mutacion de fortune, Le livre des fais et bonnes mœurs du sage Roy Charles V ;
- 1405 : La cité des dames, Le livre des trois vertus, L'advision ;
- 1406 : Le livre de prudence ;
- 1406-1407 : Le livre du corps de police.

Par le biais des « personnifications allégoriques (Raison, Justice, Fortune, Nature, Opinion etc.) Christine s'interroge sur les forces qui président aux destinées humaines » et c'est surtout à travers sa Cité des dames qu'elle conquiert l'image d'une des fondatrices du féminisme, en dénonçant l'état d'infériorité que la société mâle imposait aux femmes. Elle créa aussi le scandale en critiquant la misogynie de Jean de Meun, l'un des auteurs du célèbre Roman de la Rose. Son audace fut reconnue par le poète Eustache Deschamps et par le théologien Jean de Gerson.
Elle a toujours su se situer dans son monde : son milieu social, son milieu familial, ses origines italiennes et son pays d'adoption à qui elle a voué un profond amour. Elle fut une femme italienne ainsi qu'une vraie parisienne. Elle était bilingue, parlant et lisant l'italien, la langue de sa famille, sa langue maternelle. Mais elle n'a laissé aucun texte en italien, et c'est en français qu'elle écrit toutes ses œuvres, parce que c'est par la langue française qu'elle a toujours été fascinée. Elle rappelait sans cesse ses origines, elle a trouvé dans sa culture d'origine des sources d'inspiration fécondes et elle a transmis à la culture française une partie de cet héritage. Elle utilise pour l'élaboration de La Cité des dames les ouvrages de Boccace et dans le Chemin de long estude elle rend hommage à Dante et à La divine comédie. Mais elle fut aussi une vraie parisienne, elle a passé presque toute sa vie dans la capitale où elle a rencontré les princes qui payaient ses œuvres et qui ont assuré sa renommée. Paris lui fournit des anecdotes et des faits divers pour ses livres. C'est notamment le cas du Livre des fais et bonnes mœurs du sage Roy Charles V, dans lequel Christine fait l'éloge du roi et le propose comme modèle de perfection pendant le règne de la folie de son successeur Charles VI. Elle propose donc comme figure de référence un monarque au règne éloigné de seulement quelques décennies, à l'inverse des habitudes littéraires de son époque qui allaient le plus souvent chercher ces références dans l'histoire plus lointaine.

## Conclusion
Le mise en évidence des auteurs « bilingues », de leurs motivations et des relations qu'ils ont entretenues avec le français ont fait apparaître certaines tendances communes et certaines différences, assurément difficiles à expliquer et synthétiser, car les sources dont on dispose à propos de ces auteurs, comme pour la plupart des auteurs du Moyen Âge, sont souvent pauvres en éléments biographiques ou en témoignages hagiographiques. 
On a souligné les caractéristiques de l'influence du français et de la culture française en Italie, en parcourant les principaux témoignages repérés dans la péninsule surtout au XIIIe siècle : des manuscrits copiés par des italiens aux œuvres composées en langue française par Philippe de Novare, Brunetto Latini, Martin da Canale, Rusticien de Pise, Nicolas da Vérone et Christine de Pizan. 
À la suite de cette analyse et après avoir présenté les témoignages de ces auteurs italiens du Moyen Âge, on peut confirmer l’importance de l’influence du français dans la production littéraire italienne médiévale.

### Périodiques
- Franca Di Ninni, « Tecniche di composizione nella Pharsale di Niccolò da Verona », Medioevo romanzo, 1 (1985), p. 103-122
- Claire Le Brun-Gouanvic, « Christine de Pizan et l'édification de la cité éternelle : la construction de l'éternité », Études françaises, 1 (2001), p. 51-65.
- Patrizio Tucci, « Scienza e potere in Francia alla fine del Medioevo », Rivista di letterature moderne e comparate, 1 (2005), p. 1-19.